# Italienska socialistpartiet
Italienska socialistpartiet (italienska: Partito Socialista Italiano, PSI) var ett demokratiskt socialistiskt och sedermera ett socialdemokratiskt parti i Italien, grundat 1892 och upplöst 1994. Från att ha varit det dominerande vänsterpartiet i landet, tappade det i betydelse efter andra världskriget då Italienska kommunistpartiet (PCI) övertog dess position som det ledande vänsterpartiet.

## Historia

### Omdaning i liberalare riktning
1976 valdes Bettino Craxi till partisekreterare för PSI, efter år av strider mellan olika fraktioner inom partiet. Han avslutade partiets tidigare samarbete med det Italienska kommunistpartiet (PCI), som tidigare varit det dominerande vänsterpartiet i Italien, och omdanade PSI till ett mer alldagligt socialliberalt parti i stil med Socialdemokraterna (SPD) i Tyskland och Socialistiska partiet (PS) i Frankrike. Detta gav resultat, och ledde till att PSI kunde bilda en koalitionsregering tillsammans med kristdemokratiska Democrazia Cristiana (DC) 1983. Craxi valdes till premiärminister den 4 augusti 1983 och lyckades hålla samman koalitionsregeringen i fyra år, vilket gör hans premiärministerperiod till den tredje längsta i Italienska republikens historia.

### Rättsprocess
Under 1990-talet blev Craxi inblandad i rättsprocessen som kom att bli känd som mani pulite, där han dömdes för korruption och olaga finansiering av sitt eget parti. Han erkände den olaga finansieringen, men förnekade korruptionsanklagelserna. Processen omformade det politiska läget i Italien; i lokalvalet i Lombardiet 1993 blev det nybildade högerpartiet Lega Nord de stora segrarna, och avslutade därmed 16 års socialiststyre i regionen. Vid parlamentsvalet 1994 gick PSI från att ha fått 14% av rösterna i 1992 års parlamentsval, till att hamna under småpartispärren på 4 procent.